# Cristian Espinoza
Cristian Omar Espinoza (San Vicente, 3 de abril de 1995) es un futbolista argentino. Se desempeña como extremo derecho o interior derecho y su equipo actual es San Jose Earthquakes de la Major League Soccer de Estados Unidos.

## Trayectoria

### Huracán
Se inició en las categorías infantiles del club. Tras recorrer las divisiones inferiores, debutó en primera el 23 de marzo de 2013, en el empate 2-2 con Instituto, disputado en el estadio Tomás Adolfo Ducó, en el marco del Campeonato de Primera B Nacional 2013-14. Su primer gol lo logró el 27 de mayo del mismo año, en la victoria de su equipo por 2-1 sobre Crucero del Norte. Es el primer jugador del club que debuta en el primer equipo, habiendo arrancado desde el baby fútbol. En las dos últimas temporadas se ganó la titularidad en el equipo, con el que obtuvo la Copa Argentina 2013-14 y la Supercopa Argentina 2014. Fue finalista de la Copa Sudamericana 2015 la cual perdió contra Independiente Santa Fe.

### Boca Juniors
En julio de 2017 se confirmó su llegada al club a préstamo de un año, con opción de compra. El 29 de julio de 2017 en partido amistoso de pretemporada, hace su debut entrando en el segundo tiempo haciendo una buena actuación. El 27 de octubre de 2018 convierte su primer gol frente a Gimnasia y Esgrima La Plata por la fecha 10 de la Superliga Argentina en la derrota de su equipo por 2-1.El 3 de noviembre hace tal vez su mejor partido con la camiseta de Boca, dando dos asistencias frente a Tigre en la fecha 11. El 17 de noviembre consigue anotar un nuevo gol frente a Patronato en la fecha 13.

## Selección Argentina

### Selección Argentina Sub-20

#### Sudamericano Sub-20
El 11 de diciembre de 2014, Humberto Grondona, director técnico de la Selección Argentina Sub-20, entregó una lista previa con 32 futbolistas, de cara al campeonato sudamericano sub-20 de la categoría, que se disputó en Uruguay, en la que se encontraba Cristian Espinoza. El 10 de enero de 2015, a muy poco del comienzo del Sudamericano, fue confirmada su presencia en la lista final de los que viajaron a Uruguay.
El 14 de enero la Selección Argentina sub-20 tuvo su debut en el Campeonato Sudamericano contra la selección de Ecuador con un triunfo por 5-2, con Cristian Espinoza en un gran nivel de juego, que ratificó en el resto del torneo.

#### Copa Mundial Sub-20
El 13 de mayo de 2015 fue confirmado en la lista de 21 futbolistas que representaron a la Argentina en el Mundial de Nueva Zelanda.
Tras debutar ante Panamá, participó de los otros dos partidos jugados por la Selección Argentina, contra Ghana y Austria, antes de quedar eliminada en la fase de grupos.

#### Participaciones con la selección
| Torneo                   | Sede          | Resultado     |
| ------------------------ | ------------- | ------------- |
| Sudamericano Sub-20 2015 | Uruguay       | Campeón       |
| Copa Mundial Sub-20 2015 | Nueva Zelanda | Primera ronda |

#### Detalle
| \| N.º \| Fecha \| Estadio \| Equipo 1 \| Resultado \| Equipo 2 \| Goles \| Asist. \| Competición \| \| ----- \| ---------- \| ------------------------------------------ \| --------- \| --------- \| --------- \| ----- \| ------ \| ------------------- \| \| 1 \| 14-01-2015 \| Profesor Alberto Suppici, Colonia, Uruguay \| Argentina \| 5-2 \| Ecuador \| \| \| Sudamericano Sub-20 \| \| 2 \| 16-01-2015 \| Profesor Alberto Suppici, Colonia, Uruguay \| Argentina \| 0-1 \| Paraguay \| \| \| Sudamericano Sub-20 \| \| 3 \| 22-01-2015 \| Profesor Alberto Suppici, Colonia, Uruguay \| Argentina \| 3-0 \| Bolivia \| \| \| Sudamericano Sub-20 \| \| 4 \| 26-01-2015 \| Centenario, Montevideo, Uruguay \| Argentina \| 2-0 \| Perú \| \| \| Sudamericano Sub-20 \| \| 5 \| 29-01-2015 \| Gran Parque Central, Montevideo, Uruguay \| Argentina \| 1-1 \| Colombia \| \| \| Sudamericano Sub-20 \| \| 6 \| 01-02-2015 \| Gran Parque Central, Montevideo, Uruguay \| Argentina \| 2-0 \| Brasil \| \| \| Sudamericano Sub-20 \| \| 7 \| 04-02-2015 \| Centenario, Montevideo, Uruguay \| Argentina \| 3-0 \| Paraguay \| \| \| Sudamericano Sub-20 \| \| 8 \| 07-02-2015 \| Centenario, Montevideo, Uruguay \| Uruguay \| 1-2 \| Argentina \| \| \| Sudamericano Sub-20 \| \| 9 \| 21-05-2015 \| Pater Te Hono Nui, Papeete, Tahití \| Tahití \| 3-1 \| Argentina \| \| \| Amistoso \| \| 10 \| 24-05-2015 \| Pater Te Hono Nui, Papeete, Tahití \| Argentina \| 4-1 \| Tahití \| \| \| Amistoso \| \| 11 \| 30-05-2015 \| Westpac Stadium, Wellington, Nueva Zelanda \| Argentina \| 2-2 \| Panamá \| \| \| Copa Mundial Sub-20 \| \| 12 \| 02-06-2015 \| Westpac Stadium, Wellington, Nueva Zelanda \| Argentina \| 2-3 \| Ghana \| \| \| Copa Mundial Sub-20 \| \| 13 \| 05-06-2015 \| Westpac Stadium, Wellington, Nueva Zelanda \| Austria \| 0-0 \| Argentina \| \| \| Copa Mundial Sub-20 \| \| Total \| \| Presencias \| 13 \| \| Goles \| 0 \| 5 \| \| |            |                                            |           |           |           |       |        |                     |
| N.º | Fecha      | Estadio                                    | Equipo 1  | Resultado | Equipo 2  | Goles | Asist. | Competición         |
| 1 | 14-01-2015 | Profesor Alberto Suppici, Colonia, Uruguay | Argentina | 5-2       | Ecuador   |       |        | Sudamericano Sub-20 |
| 2 | 16-01-2015 | Profesor Alberto Suppici, Colonia, Uruguay | Argentina | 0-1       | Paraguay  |       |        | Sudamericano Sub-20 |
| 3 | 22-01-2015 | Profesor Alberto Suppici, Colonia, Uruguay | Argentina | 3-0       | Bolivia   |       |        | Sudamericano Sub-20 |
| 4 | 26-01-2015 | Centenario, Montevideo, Uruguay            | Argentina | 2-0       | Perú      |       |        | Sudamericano Sub-20 |
| 5 | 29-01-2015 | Gran Parque Central, Montevideo, Uruguay   | Argentina | 1-1       | Colombia  |       |        | Sudamericano Sub-20 |
| 6 | 01-02-2015 | Gran Parque Central, Montevideo, Uruguay   | Argentina | 2-0       | Brasil    |       |        | Sudamericano Sub-20 |
| 7 | 04-02-2015 | Centenario, Montevideo, Uruguay            | Argentina | 3-0       | Paraguay  |       |        | Sudamericano Sub-20 |
| 8 | 07-02-2015 | Centenario, Montevideo, Uruguay            | Uruguay   | 1-2       | Argentina |       |        | Sudamericano Sub-20 |
| 9 | 21-05-2015 | Pater Te Hono Nui, Papeete, Tahití         | Tahití    | 3-1       | Argentina |       |        | Amistoso            |
| 10 | 24-05-2015 | Pater Te Hono Nui, Papeete, Tahití         | Argentina | 4-1       | Tahití    |       |        | Amistoso            |
| 11 | 30-05-2015 | Westpac Stadium, Wellington, Nueva Zelanda | Argentina | 2-2       | Panamá    |       |        | Copa Mundial Sub-20 |
| 12 | 02-06-2015 | Westpac Stadium, Wellington, Nueva Zelanda | Argentina | 2-3       | Ghana     |       |        | Copa Mundial Sub-20 |
| 13 | 05-06-2015 | Westpac Stadium, Wellington, Nueva Zelanda | Austria   | 0-0       | Argentina |       |        | Copa Mundial Sub-20 |
| Total |            | Presencias                                 | 13        |           | Goles     | 0     | 5      |                     |

## Estadísticas

### Clubes
Actualizado hasta su último partido disputado el 26 de julio de 2025.
| Club                                | Div.          | Temporada     | Liga  | Liga  | Liga   | Copas nacionales | Copas nacionales | Copas nacionales | Copas internacionales | Copas internacionales | Copas internacionales | Total | Total | Total  |
| Club                                | Div.          | Temporada     | Part. | Goles | Asist. | Part.            | Goles            | Asist.           | Part.                 | Goles                 | Asist.                | Part. | Goles | Asist. |
| ----------------------------------- | ------------- | ------------- | ----- | ----- | ------ | ---------------- | ---------------- | ---------------- | --------------------- | --------------------- | --------------------- | ----- | ----- | ------ |
| C. A. Huracán Argentina             | 2.ª           | 2012-13       | 10    | 1     | 0      | —                | —                | —                | —                     | —                     | —                     | 10    | 1     | 0      |
| C. A. Huracán Argentina             | 2.ª           | 2013-14       | 28    | 2     | 6      | —                | —                | —                | —                     | —                     | —                     | 28    | 2     | 6      |
| C. A. Huracán Argentina             | 2.ª           | 2014          | 21    | 2     | 4      | 4                | 0                | 1                | —                     | —                     | —                     | 25    | 2     | 5      |
| C. A. Huracán Argentina             | 1.ª           | 2015          | 17    | 2     | 2      | 2                | 0                | 1                | 10                    | 4                     | 3                     | 29    | 6     | 6      |
| C. A. Huracán Argentina             | 1.ª           | 2016          | 14    | 2     | 3      | —                | —                | —                | 6                     | 1                     | 3                     | 20    | 3     | 6      |
| C. A. Huracán Argentina             | Total club    | Total club    | 90    | 9     | 15     | 6                | 0                | 2                | 16                    | 5                     | 6                     | 112   | 14    | 23     |
| Deportivo Alavés · España           | 1.ª           | 2016-17       | 6     | 0     | 0      | 2                | 0                | 1                | —                     | —                     | —                     | 8     | 0     | 1      |
| Deportivo Alavés · España           | Total club    | Total club    | 6     | 0     | 0      | 2                | 0                | 1                | 0                     | 0                     | 0                     | 8     | 0     | 1      |
| Real Valladolid C. F. · España      | 2.ª           | 2016-17       | 10    | 0     | 3      | —                | —                | —                | —                     | —                     | —                     | 10    | 0     | 3      |
| Real Valladolid C. F. · España      | Total club    | Total club    | 10    | 0     | 3      | 0                | 0                | 0                | 0                     | 0                     | 0                     | 10    | 0     | 3      |
| C. A. Boca Juniors Argentina        | 1.ª           | 2017-18       | 11    | 0     | 1      | 1                | 0                | 0                | 2                     | 0                     | 0                     | 14    | 0     | 1      |
| C. A. Boca Juniors Argentina        | 1.ª           | 2018-19       | 4     | 2     | 1      | 1                | 0                | 0                | —                     | —                     | —                     | 5     | 2     | 1      |
| C. A. Boca Juniors Argentina        | Total club    | Total club    | 15    | 2     | 2      | 2                | 0                | 0                | 2                     | 0                     | 0                     | 19    | 2     | 2      |
| San Jose Earthquakes Estados Unidos | 1.ª           | 2019          | 30    | 2     | 10     | 2                | 1                | 2                | —                     | —                     | —                     | 32    | 3     | 12     |
| San Jose Earthquakes Estados Unidos | 1.ª           | 2020          | 26    | 4     | 9      | —                | —                | —                | —                     | —                     | —                     | 26    | 4     | 9      |
| San Jose Earthquakes Estados Unidos | 1.ª           | 2021          | 32    | 3     | 8      | —                | —                | —                | —                     | —                     | —                     | 32    | 3     | 8      |
| San Jose Earthquakes Estados Unidos | 1.ª           | 2022          | 34    | 7     | 9      | 2                | 0                | 0                | —                     | —                     | —                     | 36    | 7     | 9      |
| San Jose Earthquakes Estados Unidos | 1.ª           | 2023          | 35    | 13    | 8      | 1                | 0                | 0                | 2                     | 0                     | 0                     | 38    | 13    | 8      |
| San Jose Earthquakes Estados Unidos | 1.ª           | 2024          | 34    | 4     | 13     | 1                | 1                | 0                | 4                     | 0                     | 2                     | 39    | 5     | 15     |
| San Jose Earthquakes Estados Unidos | 1.ª           | 2025          | 23    | 4     | 8      | 2                | 0                | 0                | —                     | —                     | —                     | 25    | 4     | 8      |
| San Jose Earthquakes Estados Unidos | Total club    | Total club    | 214   | 37    | 65     | 8                | 2                | 2                | 6                     | 0                     | 2                     | 228   | 39    | 69     |
| Total carrera                       | Total carrera | Total carrera | 335   | 48    | 85     | 18               | 2                | 5                | 24                    | 5                     | 8                     | 377   | 55    | 98     |
| 1. 2.                               |               |               |       |       |        |                  |                  |                  |                       |                       |                       |       |       |        |

### Selecciones nacionales
Actualizado hasta su último partido disputado el 10 de agosto de 2016.
| Selección        | Año             | Amistosos | Amistosos | Amistosos | Eliminatorias | Eliminatorias | Eliminatorias | Continental | Continental | Continental | Mundial | Mundial | Mundial | Total | Total | Total  |
| Selección        | Año             | Part.     | Goles     | Asist.    | Part.         | Goles         | Asist.        | Part.       | Goles       | Asist.      | Part.   | Goles   | Asist.  | Part. | Goles | Asist. |
| ---------------- | --------------- | --------- | --------- | --------- | ------------- | ------------- | ------------- | ----------- | ----------- | ----------- | ------- | ------- | ------- | ----- | ----- | ------ |
| Sub-20 Argentina | 2015            | —         | —         | —         | —             | —             | —             | 8           | 0           | 5           | 3       | 0       | 1       | 11    | 0     | 6      |
| Sub-20 Argentina | Total           | 0         | 0         | 0         | 0             | 0             | 0             | 8           | 0           | 5           | 3       | 0       | 1       | 11    | 0     | 6      |
| Sub-23 Argentina | 2016            | —         | —         | —         | —             | —             | —             | —           | —           | —           | 3       | 0       | 0       | 3     | 0     | 0      |
| Sub-23 Argentina | Total           | 0         | 0         | 0         | 0             | 0             | 0             | 0           | 0           | 0           | 3       | 0       | 0       | 3     | 0     | 0      |
| Total selección  | Total selección | 0         | 0         | 0         | 0             | 0             | 0             | 8           | 0           | 5           | 6       | 0       | 1       | 14    | 0     | 6      |
| 1. 2.            |                 |           |           |           |               |               |               |             |             |             |         |         |         |       |       |        |

### Hat-tricks
| 1 | 26 de agosto de 2015 | Estadio José Dellagiovanna, Victoria | Tigre - Huracán                         |  | 2 - 5 | Copa Sudamericana 2015   |
| 2 | 23 de abril de 2022  | PayPal Park, San José                | San Jose Earthquakes - Seattle Sounders |  | 4 - 3 | Major League Soccer 2022 |

## Palmarés

### Campeonatos nacionales
| Título              | Equipo             | País      | Año     |
| ------------------- | ------------------ | --------- | ------- |
| Copa Argentina      | C. A. Huracán      | Argentina | 2013-14 |
| Supercopa Argentina | C. A. Huracán      | Argentina | 2014    |
| Primera División    | C. A. Boca Juniors | Argentina | 2017-18 |

### Campeonatos internacionales
| Título              | Equipo              | Sede    | Año  |
| ------------------- | ------------------- | ------- | ---- |
| Sudamericano Sub-20 | Selección Argentina | Uruguay | 2015 |